# Eindecken

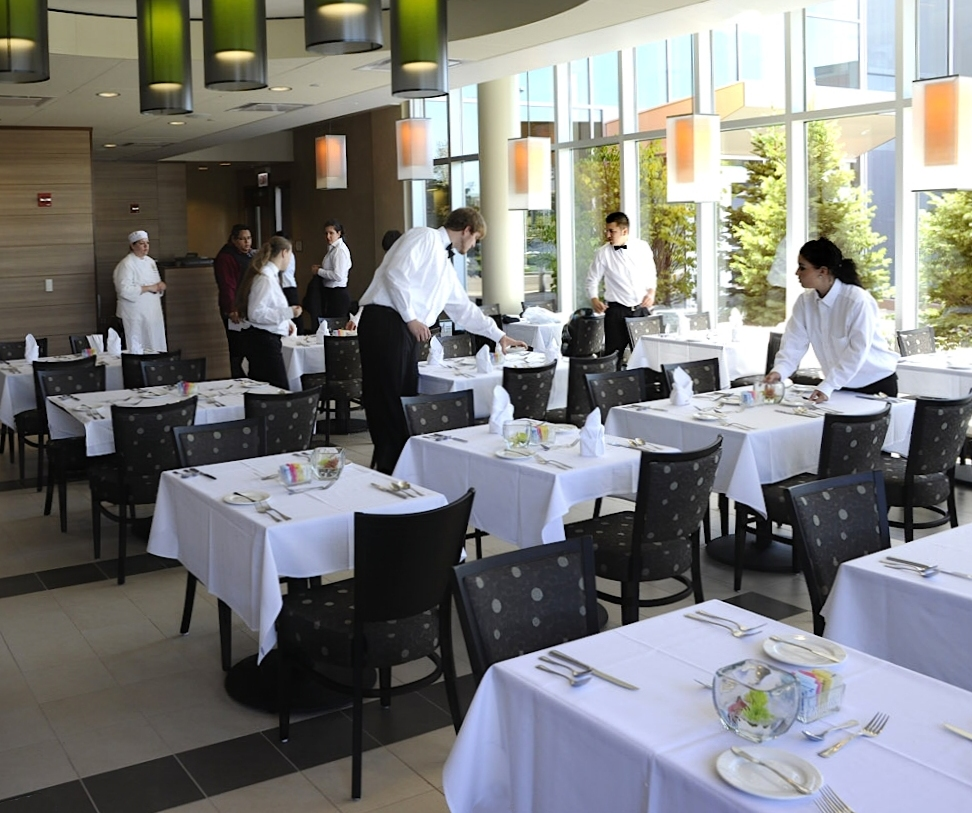
Eindecken von Gasttischen in einem (Lehr-)Restaurant

Das Eindecken eines Gasttisches ist Bestandteil der Esskultur und zählt sowohl zur Etikette als auch zur Ausbildung von Gastronomie- und Hotelfachkräften.
Eindecken erfolgt nach einer vorgegebenen Reihenfolge. Dabei wird für jeden Gast ein Tischgedeck (auch franz. Couvert genannt) vorbereitet, das je nach Anlass und Menü ausgestattet und eingedeckt wird.

## Arbeiten
Eindecken meint das Einstellen von Essgeschirr und Essbesteck, während Aufdecken das Auflegen der Tischwäsche bezeichnet. Folgende Arbeitsschritte zählen zum Eindecken:

### „Holzarbeiten“: Ausrichten der Tische und Stühle
Dieser Begriff bezeichnet die Reinigung und das Ausrichten der Tische und der Stühle. Dabei werden sie je nach Bedarf im Raum verteilt. Dieser Arbeitsgang ist abhängig von der Personenanzahl, der Raumgröße und dem Anlass der Veranstaltung. Grundsätzlich ist beim Stellen der Tische zu beachten, dass jeder Gast nach Möglichkeit mit dem Blick auf eine Fensterfront oder einen attraktiven Punkt im Raum sitzen soll. Es ist darauf zu achten, dass genügend Platz zwischen den Tischreihen bleibt, damit der Gast in keiner Weise belästigt wird. Alle Tische müssen exakt ausgerichtet werden. Ist es erforderlich, wird eine Korkscheibe unter das Tischbein gelegt, damit der Tisch nicht mehr wackelt. Das Platzangebot pro Gast sollte 70 Zentimeter nicht unterschreiten, idealerweise gibt man dem Gast 80 Zentimeter.
Nach der Einrichtung werden die Stühle abgedreht, um besser am Tisch arbeiten zu können.

Verschiedene Bankettbestuhlungen
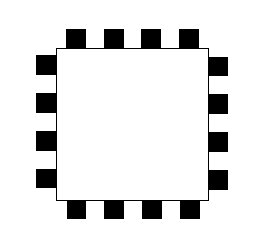
Blockform
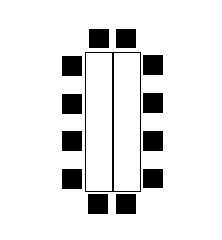
Tafel oder Doppeltafel (hier Doppeltafel)
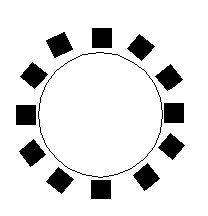
Runder Tisch
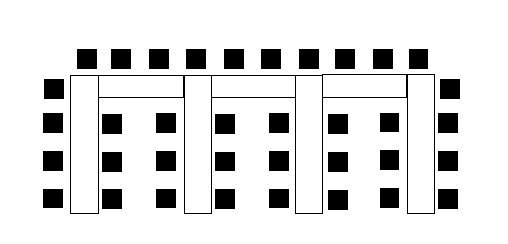
E-Form
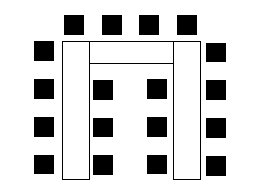
U-Form mit Bestuhlung innen und außen

### Auflegen der Tischwäsche

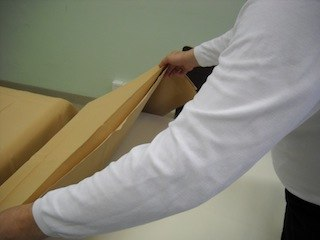
Auflegen der Tischauflagen

Danach wird die Tischwäsche aufgelegt, beginnend mit den Tischauflagen aus Molton (sofern dieser nicht bereits fest auf der Tischplatte angebracht ist), gefolgt von Tischdecken, Tischläufern, Mitteldecken und/oder Tischsets. Der Molton, der direkt auf den Tisch gelegt wird, schützt die Tischplatte und das Tischtuch. Außerdem dämpft er die Geräusche beim Abstellen der Geschirrteile und Gläser. Zum Auflegen der Tischdecke hält man den Mittelbruch der gefalteten Decke zwischen Daumen und Zeigefingern und die obere Kante zwischen den Zeige- und Mittelfingern. Das Tischtuch wird über die gegenüberliegende Tischkante geschwungen und dann der zwischen den Daumen und Zeigefingern gehaltene Mittelbruch losgelassen. Am Ende wird mit den Zeige- und Mittelfingern die Tischdecke über den Tisch gezogen. Die Tischtücher werden so aufgelegt, dass der Mittelbruch, wenn möglich, parallel zur Längsseite des Raumes liegt und der Oberbruch zum Fenster zeigt. Dabei darf nicht mit der bloßen Hand über die Tischdecke gestrichen werden. Große Tischdecken sollten daher immer mindestens zu zweit aufgelegt werden, was auch ein Verknittern der Tischdecke verhindert. Alternativ kann anstelle von Molton und Tischdecke auch nur ein Tischset eingedeckt werden. Bei besonders schönen Tischen kann auch bei sehr formellen Banketten gar keine Tischauflage verwendet werden, so zum Beispiel bei Staatsbanketten auf Schloss Windsor.

### Dekoration
Bevor mit dem eigentlichen Eindecken begonnen wird, sollte der Tischschmuck angebracht werden. Hierbei gibt es keine Einschränkungen. Beliebt sind Blumengestecke, Obstschalen oder Nippes. Für die normalen Tagesmahlzeiten Frühstück, Mittag- und Abendessen werden die Tische mit schönen, aber einfachen Dekorationen versehen. Beim Dekorieren von Festtafeln sollte man folgende Grundregeln beachten:
Die Dekoration muss dem Anlass entsprechen und gleichzeitig den Servierablauf nicht unnötig erschweren (die Tafel sollte mit Dekoration nicht überladen werden).
Die Dekoration darf in der Höhe nicht den Blick über die Tafel zu anderen Personen hin versperren (insbesondere Leuchten, z. B. brennende Kerzen). Ist der Tisch so tief, dass sich die Gäste nicht über ihn hinweg unterhalten können, muss diese Regel nicht zwingend eingehalten werden.
Bei der Anordnung der Dekoration ist es ratsam, von der Mitte der Tafel auszugehen, um sie dann nach den Seiten hin auszurichten.

### Eindecken des Couverts
International, regional und den verschiedenen Anlässen entsprechend gibt es unterschiedliche Regeln dafür, welche, wie viele, wie und wo Trinkgefäße, Geschirr- und Besteckteile etc. eingedeckt werden.

### Menagen

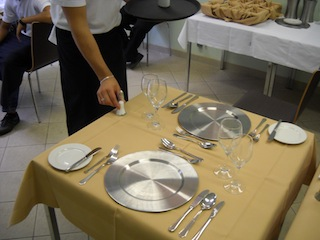
Ergänzung des Tischgedecks für 2 Personen mit der Menage (Salzstreuer)

Als Menagen auf einem Gasttisch bezeichnet man Gefäße, dazugehöriges Besteck und ein passendes Gestell oder Servierplatte für Salz und andere Gewürze, Zucker und Milch bzw. Sahne, die auf dem Tisch gestellt werden. Meist gibt es eine Menage für mehrere Gäste, seltener für jeden Gast eine.

### Mundservietten
Das Serviettenbrechen ist der Fachbegriff für das kunstvolle Falten der Mundservietten.

### Abkanten

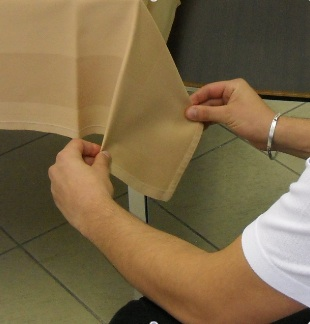
Abkanten der Tischdecke

Abkanten oder Abplatten beschreibt das Glattstreifen der Tischdecke an den Kanten.

### Tischordnung und Menükarten
Abschließend werden bei Essen mit festgelegter Speisenfolge und Tischordnung auf den Tischen die Menükarten, Tischkärtchen und gegebenenfalls Tischnummern auf Ständern gelegt bzw. gestellt. Eine letzte Kontrolle schließt das Eindecken ab.